# 15902 Dostál
15902 Dostál è un asteroide della fascia principale. Scoperto nel 1997, presenta un'orbita caratterizzata da un semiasse maggiore pari a 2,2614328 UA e da un'eccentricità di 0,0956578, inclinata di 5,66944° rispetto all'eclittica.